# Gian Giacomo dell’Acaja
Gian Giacomo dell’Acaja, auch Gian Giacomo dell’Acaia oder dell’Acaya (* um 1500 in Segine (Vernole); † 1570 in Segine oder Lecce) war ein italienischer Feudalherr. Er war Architekt und Festungsbaumeister im Dienst Karls V. und des Vizekönigs von Neapel, Pedro de Toledo.

## Leben und Werk
Gian Giacomo dell’Acaja wurde als Sohn von Alfonso, Herr von Galugnano, und Maria Francone in Neapel geboren. Die Familie war französischer Herkunft – Acaya ist die latinisierte Form von de La Haye – und im Gefolge von Karl von Anjou nach Italien gekommen.
Der Vater war Feudalherr von Galugnano und San Cesario und hatte unter Gonzalo di Cordoba an der Belagerung Lecces im Jahr 1501 teilgenommen. 1509 hatte er im Dienst von Venedig die Verteidigung der Stadt Brindisi gegen spanische Truppen organisiert und ein Jahr später dann die Verteidigung der Stadt Otranto gegen dieselben Venezianer.
Über Jugend und Ausbildung seines Sohnes Gian Giacomo ist wenig bekannt. Er scheint aber sowohl eine humanistische als auch eine mathematische Ausbildung bekommen zu haben. Als französische Truppen 1528 bis nach Salento vordrangen, kämpfte Gian Giacomo erfolgreich mit albanischen Söldnern, die von einem Mitglied der Kastrioti-Familie angeführt wurden, auf der Seite Karls V. gegen die französischen Invasoren. Kurz nach dem Sieg gegen die Franzosen traf er in Neapel auf den Kaiser.

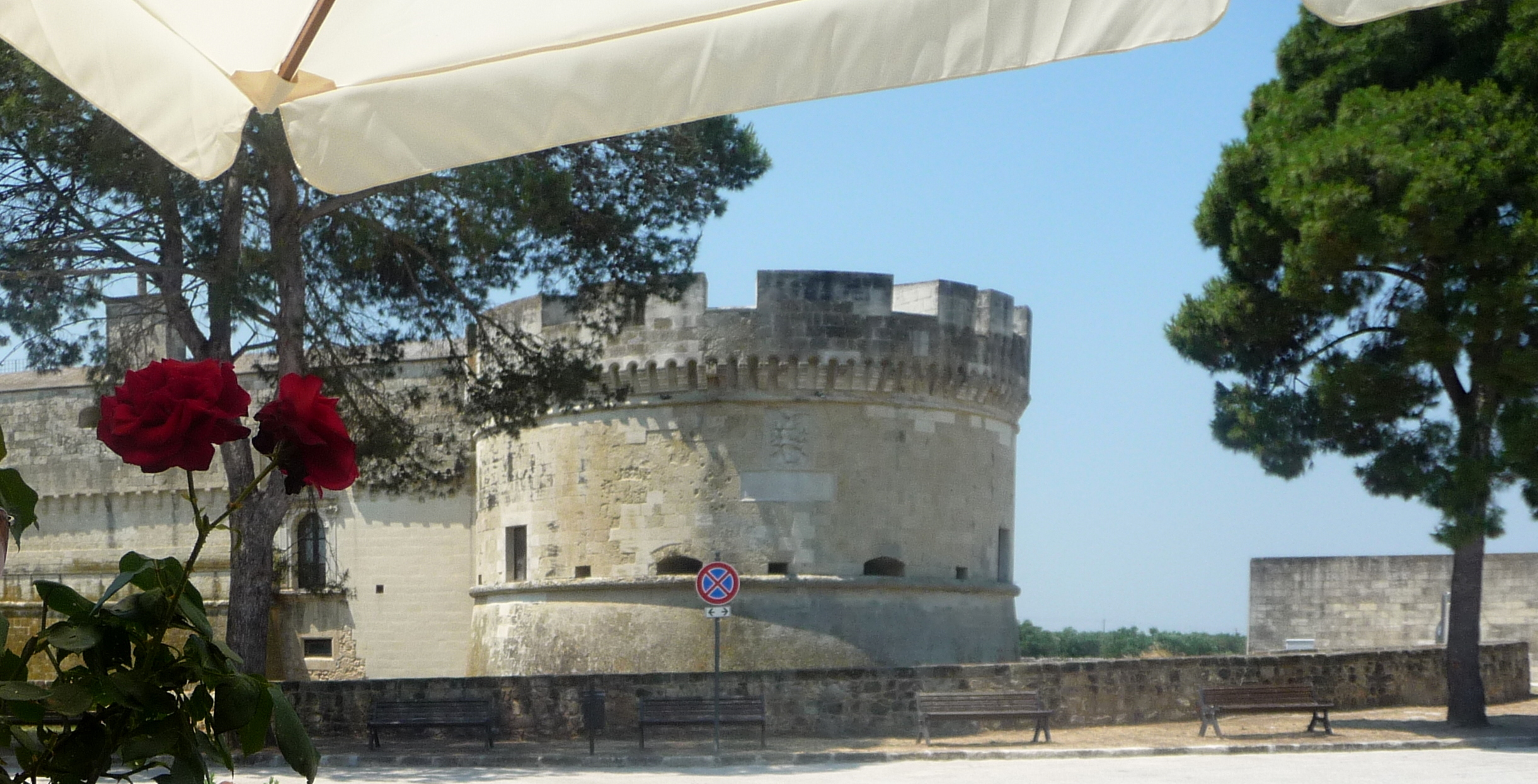
Eckturm der Befestigung von Acaya

1535 wurde die Stadt Segine, die seit 1294 als Lehen von Karl von Anjou im Besitz der Familie war, in Acaya umbenannt, nachdem Gian Giacomo die Stadt mit Mauern, Bastionen, Wassergräben und Wällen vorbildlich befestigt und den von seinem Vater begonnenen Ausbau des Kastells als Festung vollendet hatte. 1536 waren alle Bauarbeiten am Kastell abgeschlossen.
Im folgenden Jahr beauftragte ihn der Vizekönig von Neapel, Pedro de Toledo,
der eine Invasion der Osmanen in Apulien und Kalabrien befürchtete, mit der Aufsicht über die Befestigungsanlagen an der Adriatischen Küste. Befestigt wurden Mauern und Kastell in Castro, das Kastell von Barletta, die Befestigungen von Copertino, Mola, Galatina, Molfetta, Parabita und Gallipoli.
Außerdem wurde er mit dem Ausbau der Festung und der Mauern um Lecce beauftragt. Nach Abschluss der Arbeiten ging er nach Crotone und erbaute dort 1543/44 die Stadtmauer. 1545 wurde er von dem spanischen Vizekönig als königlicher Architekt (architetto regio) nach Neapel berufen, wo er den Bau des Castel Sant’Elmo 1547 vollendete. 1548 war er wieder in Lecce, entwarf und baute dort die Porta Napoli, die an der Stelle der alten Porta San Giusto zum Dank an Kaiser Karl V. errichtet wurde, der die Befestigung der Stadt finanziert hatte, wie es in der Inschrift zu lesen ist. Nach dem Tod Don Pedros 1553 zog er sich nach Acaya zurück.

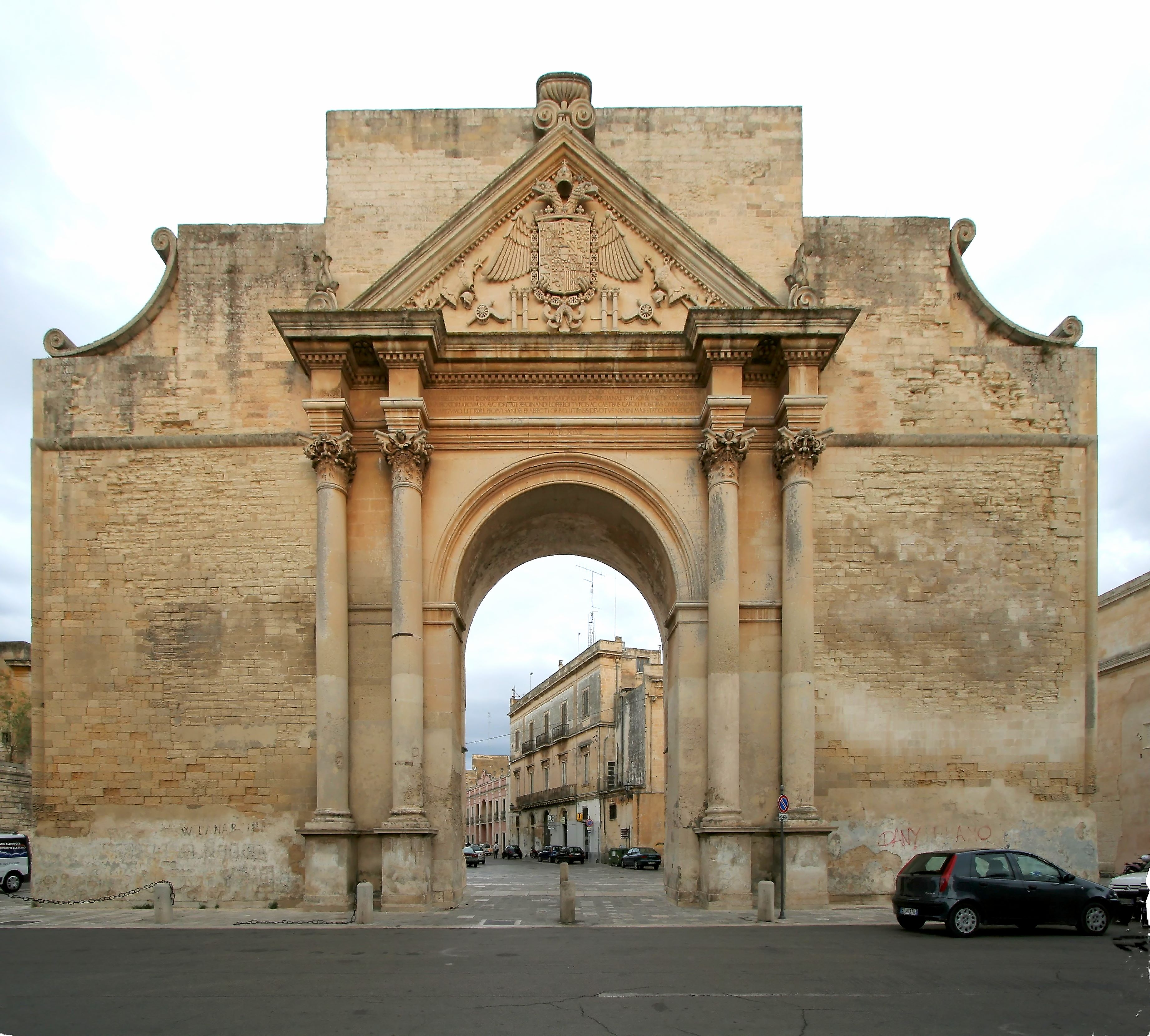
Triumphbogen der Porta Napoli in Lecce, im Wappen der kaiserliche Doppeladler mit Kaiserkrone

## Bauten
- 1535 Bau der Stadtmauer um Acaya
- 1537 Vollendung des Castel Sant’Elmo in Neapel
- 1539–1549 Kastell und Bastionen des Mauergürtels in Lecce
- 1548 Arco Trionfale (Porta Napoli) in Lecce
- 1548 Beginn der Erneuerung und Erweiterung des Ospedale dello Spirito Santo in Lecce.
- Palazzo della Regia Udienza di Lecce, zugeschrieben
- Kastelle von  Cosenza und Capua, zugeschrieben
- Cappella des Kastello in Taranto, zugeschrieben